# Rougegoutte
Rougegoutte és un municipi francès situat al departament del Territori de Belfort i a la regió de Borgonya - Franc Comtat. L'any 2007 tenia 975 habitants.

## Demografia

### Població
El 2007 la població de fet de Rougegoutte era de 975 persones. Hi havia 406 famílies de les quals 92 eren unipersonals (32 homes vivint sols i 60 dones vivint soles), 153 parelles sense fills, 133 parelles amb fills i 28 famílies monoparentals amb fills.
La població ha evolucionat segons el següent gràfic:
Habitants censats

### Habitatges
El 2007 hi havia 445 habitatges, 407 eren l'habitatge principal de la família, 20 eren segones residències i 18 estaven desocupats. 383 eren cases i 59 eren apartaments. Dels 407 habitatges principals, 302 estaven ocupats pels seus propietaris, 93 estaven llogats i ocupats pels llogaters i 11 estaven cedits a títol gratuït; 1 tenia una cambra, 17 en tenien dues, 49 en tenien tres, 112 en tenien quatre i 227 en tenien cinc o més. 335 habitatges disposaven pel capbaix d'una plaça de pàrquing. A 169 habitatges hi havia un automòbil i a 202 n'hi havia dos o més.

### Piràmide de població
La piràmide de població per edats i sexe el 2009 era:
| Homes | Edats   | Dones |
| ----- | ------- | ----- |
| 0     | 95 o +  | 0     |
| 0     | 90 a 94 | 0     |
| 4     | 85 a 89 | 0     |
| 0     | 80 a 84 | 0     |
| 16    | 75 a 79 | 16    |
| 20    | 70 a 74 | 28    |
| 44    | 65 a 69 | 40    |
| 20    | 60 a 64 | 24    |
| 32    | 55 a 59 | 16    |
| 40    | 50 a 54 | 56    |
| 20    | 45 a 49 | 36    |
| 36    | 40 a 44 | 12    |
| 36    | 35 a 39 | 32    |
| 28    | 30 a 34 | 52    |
| 32    | 25 a 29 | 24    |
| 20    | 20 a 24 | 16    |
| 20    | 15 a 19 | 28    |
| 12    | 10 a 14 | 24    |
| 24    | 5 a 9   | 32    |
| 24    | 0 a 4   | 16    |

## Economia
El 2007 la població en edat de treballar era de 610 persones, 440 eren actives i 170 eren inactives. De les 440 persones actives 401 estaven ocupades (216 homes i 185 dones) i 39 estaven aturades (15 homes i 24 dones). De les 170 persones inactives 73 estaven jubilades, 45 estaven estudiant i 52 estaven classificades com a «altres inactius».

### Ingressos
El 2009 a Rougegoutte hi havia 416 unitats fiscals que integraven 1.014,5 persones, la mediana anual d'ingressos fiscals per persona era de 19.474 €.

### Activitats econòmiques
Dels 32 establiments que hi havia el 2007, 1 era d'una empresa alimentària, 2 d'empreses de fabricació d'altres productes industrials, 7 d'empreses de construcció, 5 d'empreses de comerç i reparació d'automòbils, 1 d'una empresa de transport, 1 d'una empresa d'hostatgeria i restauració, 1 d'una empresa financera, 1 d'una empresa immobiliària, 6 d'empreses de serveis, 4 d'entitats de l'administració pública i 3 d'empreses classificades com a «altres activitats de serveis».
Dels 9 establiments de servei als particulars que hi havia el 2009, 1 era un taller de reparació d'automòbils i de material agrícola, 2 paletes, 2 guixaires pintors, 1 lampisteria, 1 electricista, 1 perruqueria i 1 restaurant.
Dels 2 establiments comercials que hi havia el 2009, 1 era una botiga de menys de 120 m² i 1 una sabateria.
L'any 2000 a Rougegoutte hi havia 15 explotacions agrícoles.

## Equipaments sanitaris i escolars
El 2009 hi havia 1 escola maternal integrada dins d'un grup escolar amb les comunes properes formant una escola dispersa i 1 escola elemental integrada dins d'un grup escolar amb les comunes properes formant una escola dispersa.

## Poblacions més properes
El següent diagrama mostra les poblacions més properes.